# 清水正博
清水 正博（しみず まさひろ、1922年4月7日 - 2008年12月21日）は、日本の実業家。北辰電機製作所（現・横河電機）代表取締役社長、北辰工業（現・シンジーテック）代表取締役会長。

## 来歴
工業計器・プロセス制御システムメーカーの一つであった北辰電機製作所の創業者で初代社長であった清水荘平の長男として生まれる。1947年、早稲田大学商学部を卒業し、北辰電機製作所に入社。1951年に同社監査役、1956年に同社専務取締役、1964年に父・荘平の会長就任に伴い、同社代表取締役社長に就任した。北辰は、戦前・戦中と軍需への依存度が高かった上に、戦災の被害が甚大で、戦後の再建は苦難を極めた。正博は、父・荘平を援けて、会社再建に尽力した。戦後の北辰は、ディジタル多点監視装置、テレビ送像用一六ミリ映写機、プロセス用ディジタル電子計算機、工業用電磁流量計、磁気ドラム記憶装置、トランジスター式電子制御装置、転炉操業用計算制御装置など、新製品を独自に開発し、また、戦前からの伝統であった防衛産業にも子会社・日本電子機器（現・YDKテクノロジーズ）を設立して再参入を果たした。
しかし、1970年代から、プロセス・オートメーションの分野に、総合電機メーカーが相次いで参入を打ち出したことで、専業優位の業界構造が崩れること、国内需要の縮小に伴う国内競争による非効率に危機感を募らし、海外市場への進出拡大を狙い、同業首位で競合していた横河電機製作所の社長・横河正三と語らって、横河電機製作所と北辰電機製作所の経営統合を決断、1983年に「横河北辰電機」を発足させ、清水は新会社の代表取締役副社長に就任した。
1986年、横河北辰電機は、CIを実施して、横河電機と社名を変更したが、清水は逝去する日まで同社相談役をつとめた。晩年は、他に経営していた北辰工業を売却。清水家の多額の資産を母校である早稲田大学に寄附し、社会科学部校舎14号館の建設に活かされ、14号館は「清水正博記念館」と命名された。
なお、立志伝中の人物であった父・荘平が苦労して興し、育てた企業を悉く引き継いで、見事に全てを売り払った異色の経営者であった。

## 年譜
- 1922年：東京府東京市に生まれる。
- 1947年：早稲田大学商学部卒業、株式会社北辰電機製作所入社
- 1951年：同社監査役
- 1956年：同社専務取締役
- 1964年：同社代表取締役社長
- 1980年：藍綬褒章
- 1983年：株式会社横河電機製作所との合併により、横河北辰電機株式会社（現・横河電機株式会社）代表取締役副社長
- 1985年：同社相談役
- 1987年：北辰工業株式会社（現・シンジーテック株式会社）代表取締役会長
- 1993年：勲三等瑞宝章
- 1998年：早稲田大学名誉博士
- 2000年：早稲田大学校賓
- 2008年：逝去（享年87）

## 公職
- 日本舶用工業会理事
- 東京羽田ロータリークラブ会長
- 日本電気計測器工業会副会長
- 計量管理協会（現・日本計量振興協会）常任理事
- 早稲田大学商議員

## 親族
- 父：清水荘平 - 東京理科大学卒、北辰電機製作所創業者・初代社長
- 弟：清水英保 - 東京大学卒、日本IBM勤務、北辰電機製作所取締役
- 義弟：水野廉平 - 五洋建設社長